# Hrvatski socijalizam
Hrvatski socijalizam naziv je za osnove socijalno-gospodarske ideologije koju je tijekom Drugog svjetskog rata počeo graditi ustaški pokret u NDH.  U NDH se naveliko razmišljalo i pisalo o osnovama društvenog uređenja i došlo se do zaključka da je socijalizam hrvatskog tipa, oslobođen marksističke klasne borbe i nasilja, za Hrvatsku najbolji model koji odgovara duhu hrvatskog naroda koji je kroz cijelu povijest bio solidaran, seljačko-radničke strukture. Osnove samoupravnog socijalizma kao sustava samoupravnih interesnih zajednica, SIZ-ova bile su teorijski već razrađene u NDH u djelima filozofa Stjepana Zimmermanna, filozofa i indologa Čedomila Veljačića, sociloga i etnologa Mirka Kus Nikolajeva kao i glavnog sindikalista (savezničara) u NDH Aleksandra Seitza.